# Мосальский, Иван Фёдорович
Иван Фёдорович Мосальский (пол. Iwan Fedorowicz Massalski; ум. 1577) — судья земский гродненский (1565—1577), подстароста замковый гродненский (1564—1565), князь.

## Биография
В 1564—1565 годах являлся подстаростой замковым гродненским, а с 1565 года и до своей смерти судьёй земским гродненским.
В 1569 году участвовал в подписании Люблинской унии как один из представителей Великого княжества Литовского.
Владел имениями Олекшицы и Вертелишки в Гродненском повете.

## Семья
Первым браком был женат на неизвестной женщине, а вторым на Елене Фёдоровне Сапеге, дочери судьи земского трокского Фёдора Сапеги (ум. до 1534) и Ульяны Лукомской.
Дети:
- Фёдор (ум. 1617) — маршалок гродненский.
- Лев (ум. до 1602) — член Виленского православного братства, бездетный.